# Mahutia
Mahutia es un género de escarabajos  de la familia Chrysomelidae. En 1917 Laboissière describió el género. Contiene las siguientes especies:
- Mahutia alluaudi Laboissiere, 1917
- Mahutia jeanneli Laboissiere, 1917
- Mahutia leopoldi Laboissiere, 1929
- Mahutia rougemonti Silfverberg, 1980